# 1940 Whipple
1940 Whipple è un asteroide della fascia principale del diametro medio di circa 33,87 km. Scoperto nel 1975, presenta un'orbita caratterizzata da un semiasse maggiore pari a 3,0606066 UA e da un'eccentricità di 0,0637088, inclinata di 6,55874° rispetto all'eclittica.
L'asteroide è dedicato all'astronomo statunitense Fred Lawrence Whipple.